# Испанский могильник
Испа́нский моги́льник (лат. Aquila adalberti) — птица семейства ястребиных, близкий родственник могильника (Aquila heliaca), эндемик Пиренейского полуострова. Биномиальное название дано в честь принца Адальберта Баварского.

## Описание
До недавнего времени испанский могильник рассматривался как подвид могильника, однако сегодня его обычно считают отдельным видом, который отличается от своего сородича в морфологическом, экологическом и генетическом отношении. Его длина тела составляет около 80 см, а размах крыльев — от 1,9 до 2,2 м. Вес испанского могильника колеблется в пределах 2,8—3,5 кг, с такими параметрами он несколько легче своего восточного родственника. Оперение преимущественно тёмно-коричневое. Задняя часть шеи более светлая и создаёт контраст к остальному оперению. На плечах и задней части крыльев белые пятна — самое очевидное отличие этого вида от могильника (Aquila heliaca).

## Распространение
Данный вид встречается только на юге и западе Испании, а также в Португалии и, возможно, в северном Марокко. Его гнёзда наблюдались, однако, только в Испании, а после 2001 года — в небольшом количестве и в Португалии.

## Поведение

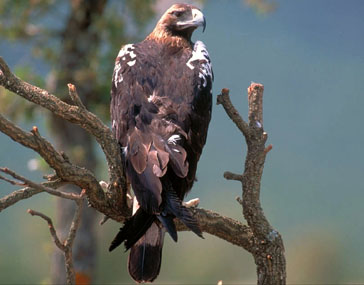
Испанский могильник

Испанский могильник питается главным образом кроликами, но может охотиться и на другую добычу, в том числе на грызунов, зайцев, крупных ящериц (Lacerta lepida), голубей, ворон, уток и даже на лисиц. Охотится в открытых и полуоткрытых ландшафтах — кустарниковых степях-фриганах, разреженном маквисе (средиземноморская древесно-кустарниковая растительность), опустыненных злаковых степях и томильярах. В отличие от могильника, преодолевающего большие расстояния, испанский могильник на протяжении всего года обитает в своём ареале площадью около 2000 га (до 10000 га), который он защищает от соперников. К территории скорее привязаны самки, в то время как у восточного могильника выбор и «удержание» участка — функции самца. Он ведёт моногамный образ жизни, период гнездования длится с марта по июль. Огромные гнёзда испанского могильника располагаются на отдельно стоящих деревьях, к примеру на пробковом дубе или сосне, в редколесьях, на опушках, на крутых лесистых склонах гор над остепненными долинами, на отдельных деревьях и в их группах. Самка откладывает от одного до четырёх яиц, из которых после 43 дней насиживания появляется на свет птенцы. Младшие, однако, зачастую не выживают. В выводках чаще 2 птенца, но может успешно выживать и 3. Оба родителя кормят птенцов, которые покидают гнездо в возрасте двух-трёх месяцев. Половой зрелости испанский орёл-могильник достигает в возрасте пяти лет, а взрослый наряд птицы приобретают в возрасте 6-7 лет.

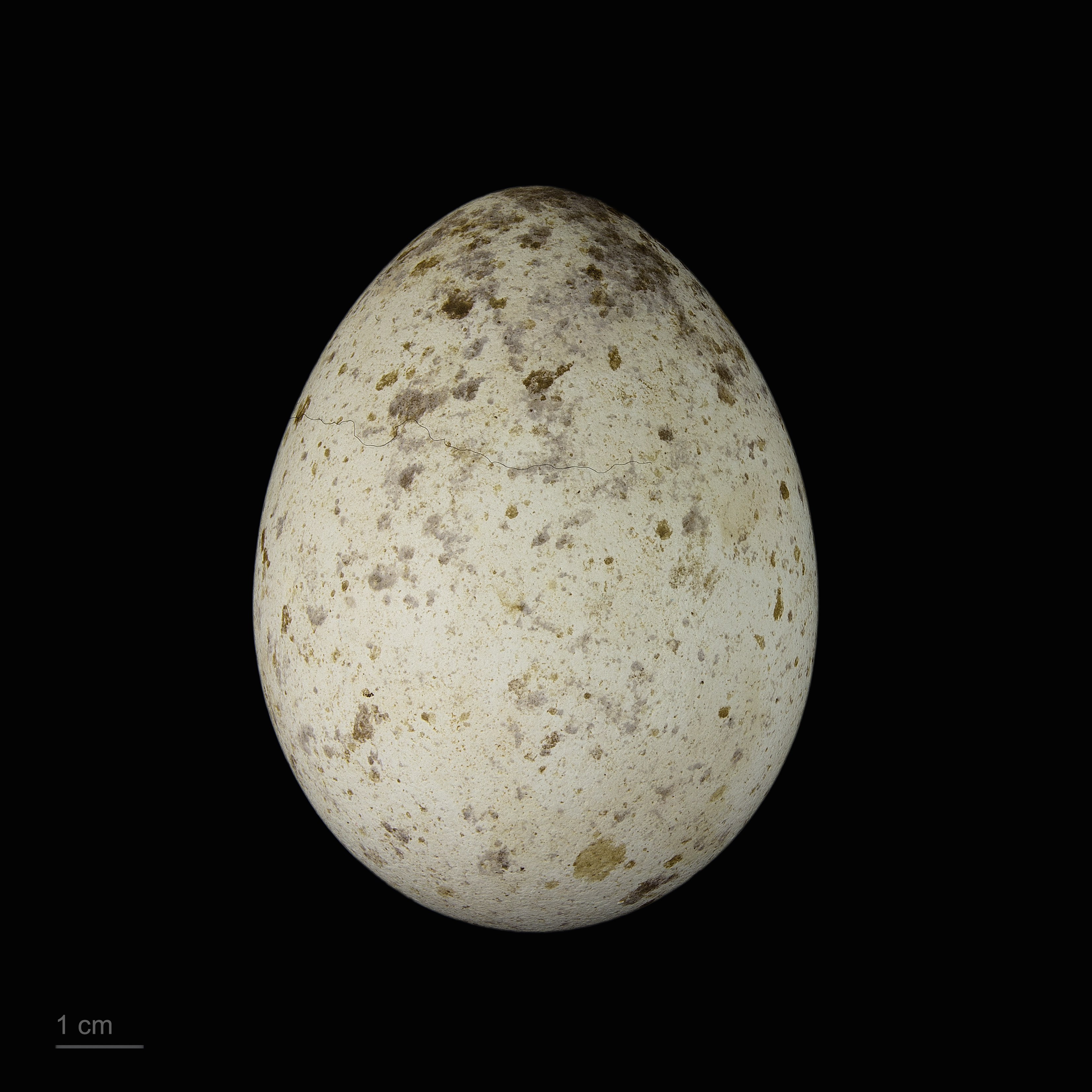
яйцо Aquila adalberti - Тулузский музеум

## Угрозы
Испанский могильник в настоящее время оценивается МСОП как «уязвимый» (vulnerable). Современная популяция составляет всего около 650 взрослых особей. В отличие от 1970-го, наблюдается некоторое улучшение ситуации, однако опасность всё ещё составляет уничтожение его жизненного пространства, а также незаконные ядовитые приманки. В Португалии, по данным Луиса Палмы, наибольшую угрозу представляет отстрел птиц браконьерами. Определенную угрозу представляют линии электропередачи на 10 КВ, не оснащенные птицезащитными устройствами. Кроме того, из-за миксоматоза и других вирусных заболеваний в последнее время сильно сократилось количество кроликов, основной добычи этой хищной птицы.
В Испании в 2008 году было отмечено 253 пары испанских могильников, в Португалии — две пары. В 2013 году общая численность составила около 650 взрослых особей, в том числе в Португалии — не менее 9 пар. Небольшая популяция обитает в безопасности в испанском национальном парке Кото-де-Доньяна, большинство же живёт в средиземноморских дубовых лесах в центральной и юго-западной частях страны.